# Nathan Lord
Pour les articles homonymes, voir Lord.
Nathan Lord (1792 - 1870) est un pasteur congrégationnaliste et un enseignant américain. Il est le président de l'université du Dartmouth College entre 1828 et 1863. Il est connu pour ses positions favorables à l'esclavage.